# Грунь (Сумський район)
Грунь —село в Україні, у Лебединській міській громаді Сумського району Сумської області. Населення становить 115 осіб. До 2020 орган місцевого самоврядування — Катеринівська сільська рада.

## Географія

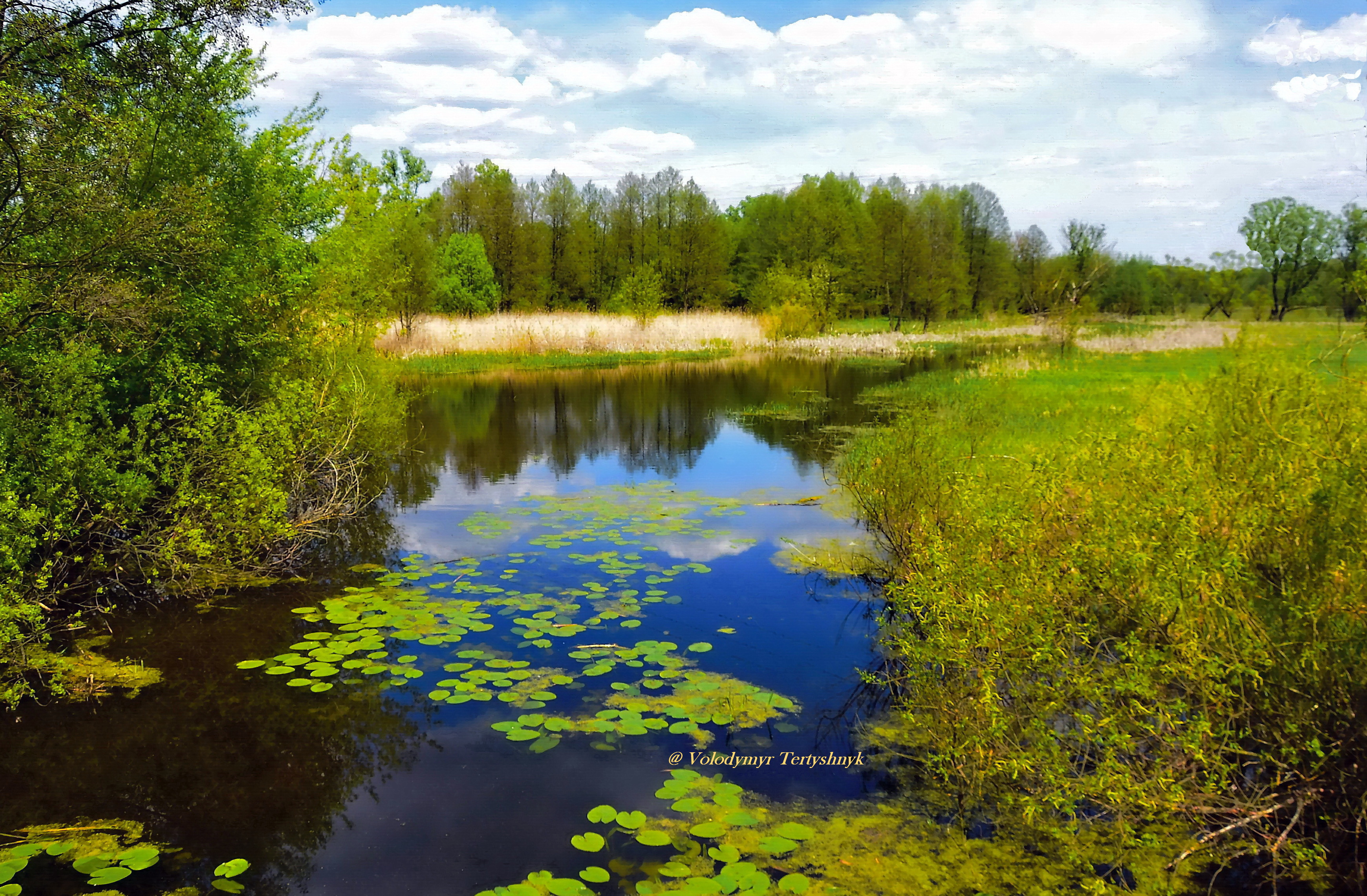
річка Грунь в селі Грунь

Село Грунь знаходиться на березі річки Грунь, вище за течією на відстані 2,5 км розташовані села Сіренки і Галушки, нижче за течією на відстані 6 км розташоване село Василівка.

## Історія
За даними на 1864 рік у власницькій слободі Грунь (Груня) Лебединського повіту Харківської губернії, мешкала 1151 особа (563 чоловічої статі та 588 — жіночої), налічувалось 88 дворових господарств, існувала православна церква.
Станом на 1914 рік село відносилось до Михайлівської волості, кількість мешканців зросла до 1561 особи.
12 червня 2020 року, відповідно до Розпорядження Кабінету Міністрів України № 723-р «Про визначення адміністративних центрів та затвердження територій територіальних громад Сумської області», увійшло до складу Лебединської міської територіальної громади.
19 липня 2020 року, після ліквідації Лебединського району, село увійшло до Сумського району.

## Відомі люди
- Тертишник Володимир Митрофанович — український правник, доктор юридичних наук, професор, Професор кафедри кримінально-правових дисциплін Університету митної справи і фінансів.
- Індик Семен Леонтович — командир 107-го гвардійського винищувального авіаційного Одерського полку (11-ї гвардійської винищувальної авіаційної дивізії, 2-го гвардійського штурмового авіаційного корпусу, 2-ї повітряної армії, 1-го Українського фронту) у німецько-радянській війні 1941—1945 рр., учасник Радянсько-фінської війни і війни в Кореї, гвардії підполковник.

## Пам'ятки
- Грунський парк
- Грушевський заказник — ботанічний заказник місцевого значення.